# الزهور (تونس)

الزهور إحدى مدن الجمهورية التونسية، تقع في ولاية تونس.

### مواضيع ذات علاقة
- ولاية تونس.